# Clytoscopa
Clytoscopa es un género de lepidópteros perteneciente a la familia Noctuidae. Es originario de Australia.

## Especies
- Clytoscopa iorrhoda Turner, 1931
- Clytoscopa serena Turner, 1931